# Гідора Ганна Володимирівна
Ганна Володимирівна Гідора (нар. 9 грудня 1959 c. Студенок (тепер частина Миропілля), Сумська область)  — українська художниця-живописець, майстер ленд-арта, педагог, організатор міжнародних планерів. Член Спілки художників України.

## Життєпис
Народилася 1959 року в с. Студенок (нині Миропілля) на Сумщині.
1978—1983 — навчалася у Сумській художній студії Бориса Данченко.
1983—1988 — навчалася у художньо-графічному факультеті Курського педагогічного інституту (Росія).

## Професійна діяльність
1986—1996  — експериментує з керамікою, стилізуючи давні форми та створюючи поліхромні кераміко-пластичні композиції («Курганне поле», 1990, шамот, глазур, солі).
У 1989 році стала співзасновницею творчої групи «АРТ'С» у Сумах, членкинею якої була до 1999 року.
У 1991 році знову стала співорганізатором однойменної Сумської галереї сучасного мистецтва.
Також, десятиріччя (до 2001 року) опікувалася розвитком галереї на посаді та артдиректора.
У 1993 році організувала відділ декоративно-ужиткового та образотворчого мистецтва і культури Сумського училища мистецтва і культури, в якому працювала завідувачем до 2003 року.
1995—1999  — «Раку-кераміка», «Land-Art-1999».
З 2003 року працює викладачкою композиції цього ж училища (нині — Сумське вище училище мистецтв і культури імені Дмитра Бортнянського).
Учасник та куратор міжнародних пленерів та симпозіумів:
Рано сформувавшись як живописець визначених тем, вона вже на перших порах обравши як техніку масло та полотно почала прагнути досягти загальних звучать своїх композицій, що вибудувані на не яскравих, але насичених поєднань охристо-зеленуватих, сіро-блакитних, чи золотисто-червоних тонів, з часом, все більше заглиблюючись у кольорові контрасти (лилово-коричневі, синьо-краплакові) чи гармонійні перетікання біло-рожевих та бирюзово-жовтих сонячних кольорів. Кольорова гама у поєднанні з яскраво вираженою лінійно-силуетною ритмікою композицій стає головним виразним засобом робіт художниці
|            | Її зображення, інспіровані переживаннями вражень від подій, своєрідним сприйняттям певних місцевостей, ландшафтів, а також захоплення археологією та історією свого краю, мають свою внутрішню логіку і гостро індивідуальну пластичну систему. У них відсутня звична реальна просторість та сюжетність, а ритмікою кольорових площин, зіставленнями лінійно-силуетних планів, і, нарешті, самою манерою виконання, то експресивно-пастозною, з фактурними мазками («Чорний янгол з червоними птахами», 1989, полотно, масло, «Мандрівка до Мерсе-Метрух-1», 2001), ці зображення створюють всередині самої композиції особливо ритміко-кольорове силове поле, що сприймається як глибинний простір людських почуттів та настроїв («Звіт про підмісячний бенкет», 2002). |
| — В. Рубан | |

## Творчість
Основна галузь творчості Ганни Гідори — станковий живопис. Її живопис експресивний, мазки пензля стрімкі, динамічні, «монтажна» композиція поєднує різні просторово-часові пласти. Її творчість відзначена експериментами з керамікою, що проявляється створенням поліхромних кераміко-пластичних композицій. Вже традиційним стали симпозіуми «Land-Art», які щороку проходять біля села Могриця поблизу Сум.
Учасниця всеукраїнських та зарубіжних мистецьких виставок з 1984 року. У Києві було організовано вісім персональних виставок у Києві 1993, 1995, 1998—1999, 2001—2002 та 2004—2005 роках та Сумах (1997—1999, 2001), а також у Москві (1999, 2000, 2002, 2006).
Роботи зберігаються у Сумському художньому музеї імені Никанора Онацького, Шевченківському національному заповіднику (м. Канів Черкаської області).

### Основні твори
Усе  — полотно, масло:
- Триптих «Притча», 1989;
- «Хрест», 1990;
- "Володар Cмepтi i правда ночі', 1991;
- «Лист, який був написаний у піст», 1991;
- «Розмова з ідолом» («Conversazione con idolo»), 1992;
- «Адам i Єва», 1993;
- «Вечірні птахи», «Самотнє дерево», «Вечеря на трьох», «Берега столь близки, что текущее время причиняет им боль», «Кораблик», все — 1998;
- «Захід сонця», «Зелений вечір», «Обрій», «Полудень», «Помах крила», «Спогад», все — 1999;
- «Дорога», «Побачення», «Візок», "Подвір"я", «Південне», все — 2001;
- «Знаю таким, як є, залишаєшся таким, як був», 2002;
- «Река, текущая вопреки соединившимся в одну землю берегами, „ …на какой-то ветренной, ветренной, ветренной, дальней планете“, „Радость главной жизни, проступившая выдумкой и серебром…“, „Отчет о подлунном пиршестве-2“, „…и вспомнил другими глазами немногое виденное“, „…то нарушающее размеры спокойствие, то вместе с ночью, теряющей свой смысл“, „Ночь, снящаяся среди ночи“, „…путь, смысл которого неясен“, „…звук касания прекрасен“, „Пока еще небо темно-синее, и горит дворовой фонарь“, „…а я только что вернулся с белыми крыльями за плечами“, „Вспоминая смысл путешествия“, все — 2002;
- серія 'Візантійські сни», 2002—2003;
- «Мелодія», 2003;
- «Подол», 2003;
- «Вранішнє», «Вечірнє», диптих «Ледь чутна мелодія», серия «Шляхи», «Чекання сну», «Заблудившийся остров», «Запах мандрівки», все — 2004;
- «Сутінки», «Місце присутності I—III», «Місце розмови I—II», «Місце дощу», «Місце чекання I—II», все — 2004—2005;
- «Місце снів», «Місце прогулянок.», все  — 2005.

### LAND-ART. МОГРИЦЯ-99
- «Човен», 1999, лоза, концентричні крейдові кола на галявині.
- МОГРИЦЯ-01: «Polemic with silence», 2001, галявина, збирання у закруглені композиції болотної трави, дерева на фоні неба; село Могриця, Сумської області (каталог).
- МОГРИЦЯ-02: "Природній об"ект", 2002, стеблини болотної трави, зібрані у вертикальні групи на фоні галявини та неба;
- "Tim BiTpy. Об"ект у довкіллі, 2002, крейдова скеля, річковий мул, у визначеному ритмі та плямах нанесеної на її поверхню.

## Особисте життя
Одружена з українським художником Олександром Животковим.

## Відзнаки
- 2025 — Премія «Women in Arts» у категорії «Жінки у візуальному мистецтві»[4]

## Виставки

### Персональні виставки
1993  — галерея «Триптих», Київ;
1995  — галерея «Дах», Київ;
1996, 1997, 1998  — «АВ OVO», Суми;
1998  — галерея «Акварель», Київ;
1999  — галерея «Триптих», Київ, галерея "APT"C-UMS", Суми;
2000  — «Знаки, загублені часом», Центральний будинок художника, Москва;
2001, 2002, 2004 (каталог), 2005 — галерея «Триптих», Київ;
2006  — «Живопис А. Гидори», Центральний будинок художникаа, галерея «Новий квадрат», Москва.

### Республіканські-групові виставки
1990  — «Седнів-90», Республіканська виставка молодих художниюв, Київ;
1991  — Республіканська художня весняна виставка, Київ;
1991  — Виставка «Сто українських творців миру», Київ;
1991  — виставка «Мінітриптих», Київ;
1992  — «Геометр!я духу», Суми, Київ;
1992  — «От плейстоцена до голоцена», Музей палеонтології, Москва;
1993  — «Ярмарок художніх галерей мюта Києва»;
1994  — «Перший Київський художній ярмарок»;
1994, 1995, 1996, 1997, 1998, 1999  — «Раку-кераміка» (А. Гидора  — співкуратор проекта), Охтирка, Суми, Київ;
1994 —1996, «Двоєдність», Суми, Канів;
1997  — «Чорне  — Червоне», Київ;
1998  — «Ніщо, Символ і Щось. Присвячене В. М. Вернадському», Суми;
1999  — «Чаювання в альтанці. Гідора, Блудов, Журавель, Шкарупа», Сумський художній музей;
1999  — «Символіка течії»", Центр сучасного мистецтва, Київ;
2000  — всеукраїнська виставка «Світло віри через світ образів», Київ.
2002, 2003, 2004, 2005  — групові виставки живопису, графіки та скульптури в галереї «Триптих», Київ (каталоги).

### Міжнародні виставки
1990  — Виставка групи «АРТ'С», Суми, Київ, Люблин, Польща;
1991  — Міжнародна виставка мистецтв малих форм, Торонто, Канада;
Виставка сучасного українського мистецтва, Будапешт, Угорщина;
Виставка сучасного українського мистецтва «Нові імена», Вена, Австрія;
1992  — «ARTE-92. PADOVA»;
1994  — «ARTE-94. PADOVA», як і попередня  — Падуя Італія (каталоги);
1994  — Українсько-американська виставка сучасного мистецтва, Київ;
1995  — Сучасна українська графіка, Калінінград, Росія, Гданськ, Польща;
1996, 1998  — Міжнародний "АРТ-фестиваль, Київ;
2000  — «Міський пейзаж», «Виставка живопису», обидві  — у центральному будинку художника, Москва;
2001  — «Весняне», галерея «Даймонт-АРТ», Москва;
2002  — «Виставка живопису», галерея «Даймонт-АРТ», Москва. ЛЕНД-APT

### Проєкти
2001  — «Land-art. Могриця — 01», село Могриця, Сумська область (каталог);
2002  — VI Міжнародний Ленд-арт симпозіум «Простір покордоння», Україна, Сумська область, Могриця (каталог);
2005  — виставка «Жіночий живопис», Атланта, США;
2006  — групова виставка «Сучасний живопис», Атланта, галерея «MASON MURER», США;
2006  — групова виставка (українських художників), галерея «Impressium», Мюнстер, НІмеччнина.